# 牧義夫
牧 義夫（まき よしお、1958年1月14日 - ）は、日本の政治家。立憲民主党所属の衆議院議員（8期）、衆議院北朝鮮による拉致問題等に関する特別委員長。
衆議院環境委員長、衆議院厚生労働委員長、厚生労働副大臣（野田内閣・野田改造内閣）、維新の党国会対策委員長、維新の党総務会長、民進党国対筆頭副委員長などを歴任。

## 来歴

### 野党民主党時代
愛知県名古屋市生まれ（現在は名古屋市熱田区熱田西町1番に在住）。名古屋市立陽明小学校、名古屋市立汐路中学校、愛知県立昭和高等学校卒業。上智大学文学部哲学科に入学したが、中退。防衛庁広報紙記者、衆議院議員鳩山邦夫の秘書を経て、2000年（平成12年）6月の第42回衆議院議員総選挙に愛知4区から民主党公認で立候補。保守党現職（自由民主党・公明党推薦）の三沢淳を破り、初当選した。
2003年（平成15年）11月の第43回衆議院議員総選挙では、自民党の近藤浩を破り2選。
2005年（平成17年）9月の第44回衆議院議員総選挙では、自民党の藤野真紀子を破り3選（藤野は比例復活で初当選）。

### 与党民主党時代

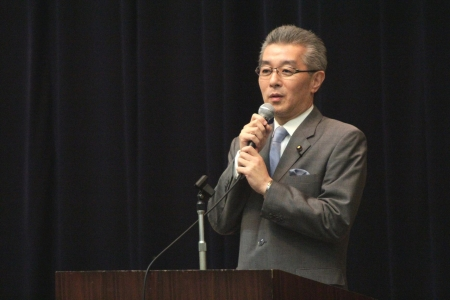
2011年9月7日、厚生労働副大臣就任の挨拶

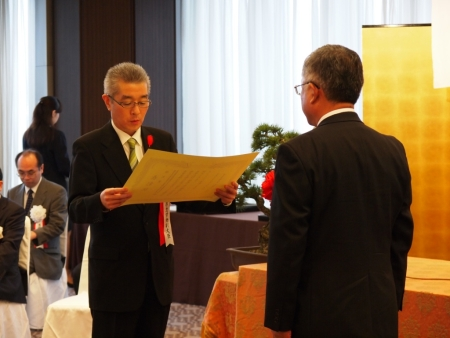
2011年10月5日、安全衛生厚生労働大臣表彰中央表彰式に出席

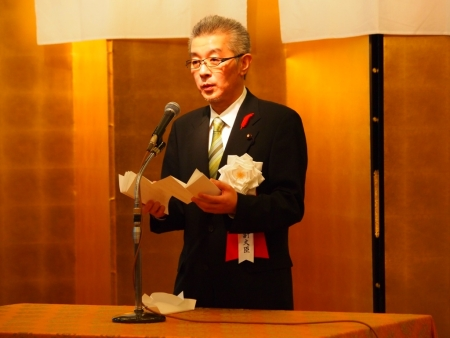
2011年10月5日、千代田区にて（歳）

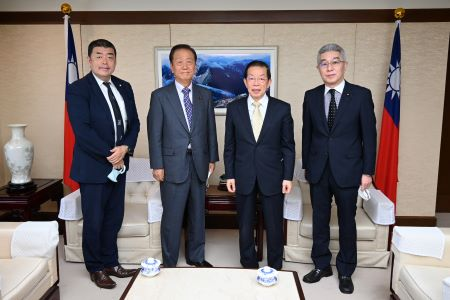
2022年10月6日、台北駐日経済文化代表処駐日代表謝長廷、衆議院議員小沢一郎、川島智太郎と

2009年（平成21年）8月の第45回衆議院議員総選挙では、藤野に比例復活すら許さず4選。同年9月、衆議院厚生労働委員長に就任した。
2011年（平成23年）、2月の知事選、名古屋市長選や4月の統一地方選挙惨敗の責任をとって、民主党愛知県連の代表を辞任。同年9月、野田内閣発足に伴い、厚生労働副大臣に就任した。翌年発足した野田第1次改造内閣においても厚生労働副大臣に留任した。
2012年（平成24年）の消費増税をめぐる政局では、野田内閣による消費増税法案の閣議決定に抗議して3月30日に厚生労働副大臣の辞表を提出し、4月4日の持ち回り閣議で了承された。6月26日の衆議院本会議で行われた消費増税法案の採決では、党の賛成方針に反して反対票を投じた。7月2日には山岡賢次らを介して離党届が提出された。民主党は7月3日の常任幹事会で離党届を受理せず除籍処分とする方針を決定し、7月9日の常任幹事会で正式決定した。

### 国民の生活が第一・日本未来の党時代
2012年7月11日の国民の生活が第一結党に参加し、党幹事長代行（政策担当）に就任した。同年11月27日、日本未来の党に合流。
2012年12月16日の第46回衆議院議員総選挙では、5選に向けて活動したものの、民主党時代の最大の支援者であった労働組合の支持が得られないため、無党派層の支援を受ける、いわゆる風頼みの選挙となる。しかしながら、公示日直前に結党した日本未来の党の名が有権者に浸透せず、かつ折からの自民党優勢の情勢もあり、落選。比例でも復活できなかった。

### 結いの党・維新の党時代
生活の党を経て、2013年4月、無所属となる。
2014年1月、結いの党に入党したことが報道された。同年2月9日投開票の2014年東京都知事選挙では同じく元鳩山邦夫秘書の馬渡龍治らとともに細川護煕候補の陣営で活動した。同年5月、結いの党の愛知県連絡協議会と愛知4区総支部を設立し、代表及び支部長に就任した。
同年8月12日には日本維新の会愛知県総支部（代表：重徳和彦）と合同記者会見を行い、「新党愛知県連絡会」を設置して統一地方選挙に向けて共同で公認候補者の選定等を行っていくことを発表したさらに、減税日本も含めた3党での合同街頭演説を行うなどしていたが、5月に減税日本を除名された3市議らが結いの党に入党したことなどから亀裂が生じていた関係が改善せず、減税の合流は断念された。
9月に結いの党が日本維新の会に合流し維新の党が発足すると、両党の県組織は合同して維新の党愛知県総支部を発足させ、重徳が代表に、牧は代表代行兼政調会長に就いた。同時に牧は維新の党の衆議院愛知県4区支部長に就任した。
そして12月に行われた第47回衆議院議員総選挙では小選挙区では再び自民党の工藤に敗れるが、比例復活で国政復帰（5選）。
2015年9月8日、維新の党の国会対策委員長に就任。

### 民進党・希望の党・国民民主党・立憲民主党時代
2016年3月27日、民主党と維新の党が合流して結成された民進党に参加した。9月の民進党代表選挙では、前原誠司の推薦人となった。
2017年9月の民進党代表選挙では、前回に引き続き前原の推薦人となった。
2017年10月の第48回衆議院議員総選挙に希望の党公認で出馬し、自民党の工藤に敗れるも比例復活により6選。11月の希望の党共同代表選挙では、大串博志の推薦人となった。
2018年5月7日、民進党と希望の党の合流により結党された国民民主党に参加した。9月の国民民主党代表選挙では、津村啓介を擁立して推薦人となり、津村陣営の選対本部長を務めた。
2020年9月に国民民主党が分裂した際には立憲民主党と合流し新たな立憲民主党を作るグループに参加した。
2021年10月31日の第49回衆議院議員総選挙では、工藤と接戦の末敗れるも比例復活により7選。
2023年6月21日、野間健衆議院議員と共に会見を行い、小沢一郎を中心とした新たなグループ一清会を旗揚げしたと発表した。
2024年9月30日、立憲民主党次の内閣ネクスト文部科学大臣に就任。
2024年10月27日の第50回衆議院議員総選挙では、工藤らを破り小選挙区で8選。同年11月3日、、衆議院北朝鮮による拉致問題等に関する特別委員長に就任。

## 政策・主張

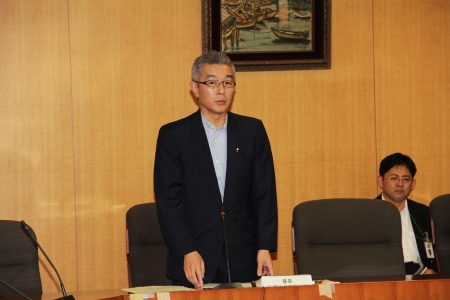
2011年9月30日、応急仮設住宅の居住環境等に関するプロジェクトチームに出席

- 非喫煙者や未成年者を受動喫煙から守る法律の制定に賛成。2000年6月に行われたアンケートでは「私はなかなかたばこをやめられませんが子ども達の未来のため協力させていただきます」と回答している[52]。
- ワシントン・ポストに掲載されたアメリカ合衆国下院121号決議の全面撤回を求める歴史事実委員会名義の全面広告で賛同者に名を連ねている[53]。
- 2009年、当時同じく民主党に所属していた首藤信彦は「外見・活動・思想ともに、何でこの人が民主党なのかいぶかる人も多い、いわゆるビジネス系、自民党系民主党議員」と評している[54]。
- 憲法9条の改正に反対[55]。
- 2030年代に原発ゼロにするべきと主張[55]。
- 選択的夫婦別姓制度導入について、「どちらとも言えない」としている[56]。

## 騒動

### 社会福祉協議会への圧力問題
牧が参加していた「流通ビジネス推進議員連盟」（当時）が、マルチ商法から市民を保護する活動を行っていた社会福祉協議会に対し、会長山岡賢次、事務局長前田雄吉、および、牧の連名で抗議の意見書を送付していたことが明らかになった。
2006年（平成18年）10月15日、伊賀市社会福祉協議会（三重県伊賀市）が、毎月定期発行している広報誌の中で、マルチ商法への注意を呼びかけた。ところが、2007年（平成19年）2月28日、流通ビジネス推進議員連盟は「（記事が）業界すべてが悪いとの印象を読者に与えかねない」と主張する意見書を作成し、伊賀市社会福祉協議会に送付した。
この意見書は、山岡、前田、牧の連名で作成されており、議員名と事務所住所を記載した封筒により、国会内郵便局から発送されていた。また、同議員連盟を支援する「流通ビジネス推進政治連盟」も同日付で伊賀市社会福祉協議会に対し抗議書を送付しており、訂正広告の掲載や謝罪を要求し、条件を受け入れないなら「法的に処断する」と主張している。
伊賀市社会福祉協議会の事務局長は「（活動をやめろという）脅迫だと思った。国会議員からだったのは驚いた」とし「議員の良識を疑う」と主張し、記者会見においても「脅迫に近いと感じた」と述べるなど、2連盟を厳しく批判した。伊賀市社会福祉協議会の広報誌担当職員も「だまされている人を救うためなのに、なぜ抗議をうけなければならないのか。国会議員がする仕事とは違う」と批判している。
この問題の経緯について、事務局長だった前田は「私が作ったが、山岡さん、牧さんには秘書を介して相談をした記憶がある」と説明している。牧は「協議会の団体名も、抗議文も初めて見た。こんな風に名前が使われるとは夢にも思わなかった」と述べたうえで、「議連への入会を承諾した以上名前が独り歩きしても仕方がない」として謝罪している。

### 朝日新聞誤報問題
家電量販店のダイレクトメールを送るのに郵便料金の障害者団体向け割引制を悪用したとされる白山会という団体との関係が2009年（平成21年）4月から5月にかけて新聞や週刊誌で報道された。一つは、白山会のライバル団体を批判する質問を国会でしていたとするもの。もう一つは、白山会の障害者団体向け割引の適用を一旦郵便局が断ったあと、牧の秘書が日本郵便新東京支店を訪問。当該制度の適用を求めた。その後、発送が認められたとしたもので、「郵便不正、一度は拒否 日本郵便 牧氏側来訪後覆す」との見出しで『朝日新聞』が2009年（平成21年）4月19日に報道した。
しかし、秘書の訪問時期はダイレクトメールが発送された後であるとして『朝日新聞』は8月2日付朝刊一面で4月19日の報道内容を訂正した。一連の報道について、ジャーナリストの池上彰は『朝日新聞』の姿勢を疑問視する論考を発表しており、2009年4月19日付記事について「この記事は誤報ではありませんか」と批判したうえで、訂正記事が掲載された同年8月2日付の紙面についても「さりげなく責任を大阪地検に押し付けているようにも読めます」と評し「読者の理解を得られるでしょうか」と論じている。この朝日新聞の訂正については誤報として牧のサイトで詳しく説明されている。
朝日新聞社を牧は名誉毀損で提訴。秘書の訪問とダイレクトメールの発送が関連があるかのように報じた報道について、東京地方裁判所は2012年（平成24年）4月27日に真実性も真実相当性も認められないとして、朝日新聞社に110万円の損害賠償を命じた。謝罪広告については既に訂正記事を掲載したことからその必要性が認められなかった。

## 選挙歴
| 当落 | 選挙                   | 執行日         | 年齢 | 選挙区      | 政党         | 得票数     | 得票率  | 定数 | 得票順位 /候補者数 | 政党内比例順位 /政党当選者数 |
| ---- | ---------------------- | -------------- | ---- | ----------- | ------------ | ---------- | ------- | ---- | ------------------ | ---------------------------- |
| 当   | 第42回衆議院議員総選挙 | 2000年06月25日 | 42   | 愛知県第4区 | 民主党       | 5万7760票  | 35.10%  | 1    | 1/5                | /                            |
| 当   | 第43回衆議院議員総選挙 | 2003年11月09日 | 45   | 愛知県第4区 | 民主党       | 8万4919票  | 44.03%  | 1    | 1/3                | /                            |
| 当   | 第44回衆議院議員総選挙 | 2005年09月11日 | 47   | 愛知県第4区 | 民主党       | 9万5844票  | 43.85%  | 1    | 1/4                | /                            |
| 当   | 第45回衆議院議員総選挙 | 2009年08月30日 | 51   | 愛知県第4区 | 民主党       | 12万9382票 | 57.33%  | 1    | 1/4                | /                            |
| 落   | 第46回衆議院議員総選挙 | 2012年12月16日 | 54   | 愛知県第4区 | 日本未来の党 | 4万1730票  | 22.21%  | 1    | 1/5                | 3/1                          |
| 比当 | 第47回衆議院議員総選挙 | 2014年12月14日 | 56   | 愛知県第4区 | 維新の党     | 4万7291票  | 27.56%  | 1    | 2/4                | 2/3                          |
| 比当 | 第48回衆議院議員総選挙 | 2017年10月22日 | 59   | 愛知県第4区 | 希望の党     | 6万3207票  | 37.28%  | 1    | 2/3                | 3/5                          |
| 比当 | 第49回衆議院議員総選挙 | 2021年10月31日 | 63   | 愛知県第4区 | 立憲民主党   | 7万2786票  | 40.79%  | 1    | 2/3                | 5/5                          |
| 当   | 第50回衆議院議員総選挙 | 2024年10月27日 | 66   | 愛知県第4区 | 立憲民主党   | 6万3668票  | 36.39％ | 1    | 1/5                | /                            |

## 所属団体・議員連盟
- 消費税減税研究会（副会長）[69]
- 永住外国人の地方参政権を慎重に考える勉強会
- 日華議員懇談会
- 教育におけるICT利活用促進をめざす議員連
- ILO議連
- 原発ゼロの会
- 有志議員による建設職人の安全・地位向上推進議員連盟
- パチンコ・チェーンストア協会（政治分野アドバイザー[70]）
- 国際観光産業振興議員連盟
- 慰安婦問題と南京事件の真実を検証する会